# Île aux Aigrettes
Île aux Aigrettes es la isla más grande en la bahía de Grand Port, situada al este de la isla principal de la República de Mauricio. Constituye una reserva natural de ese país africano, posee una superficie de 0,26 km².

## Reserva natural
Desde 1965 es reserva natural por ser el reducto de los últimos restos del bosque costero seco, que poblaba la mayor parte de Mauricio. El islote se vio afectada por la tala de árboles y el desmonte, y la introducción de especies exóticas de animales y plantas casi destruyó la fauna y flora nativas, desde la declaración como reserva natural se ha restaurado el bosque y reintroducido las especies que desaparecieron de la isla desde hace mucho tiempo.

## Galería

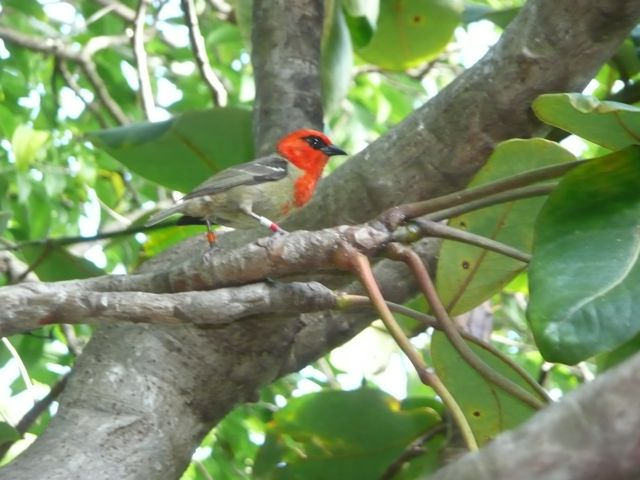
Fodi de Mauricio (Foudia rubra)
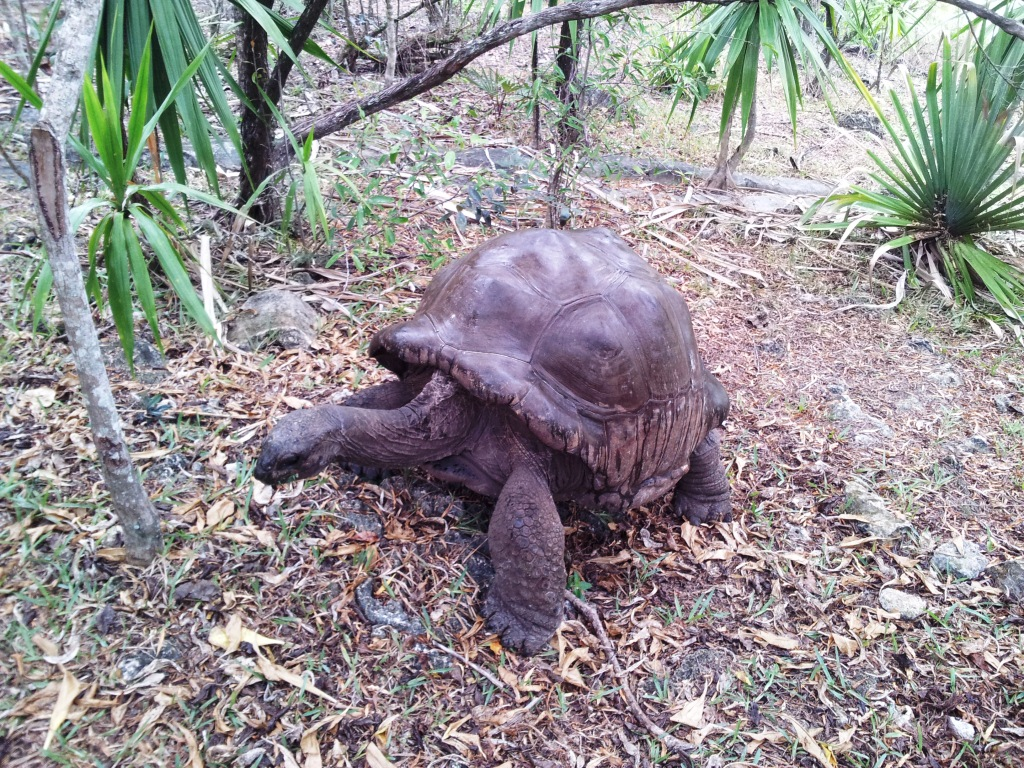
Tortuga gigante de Aldabra (Aldabrachelys gigantea)
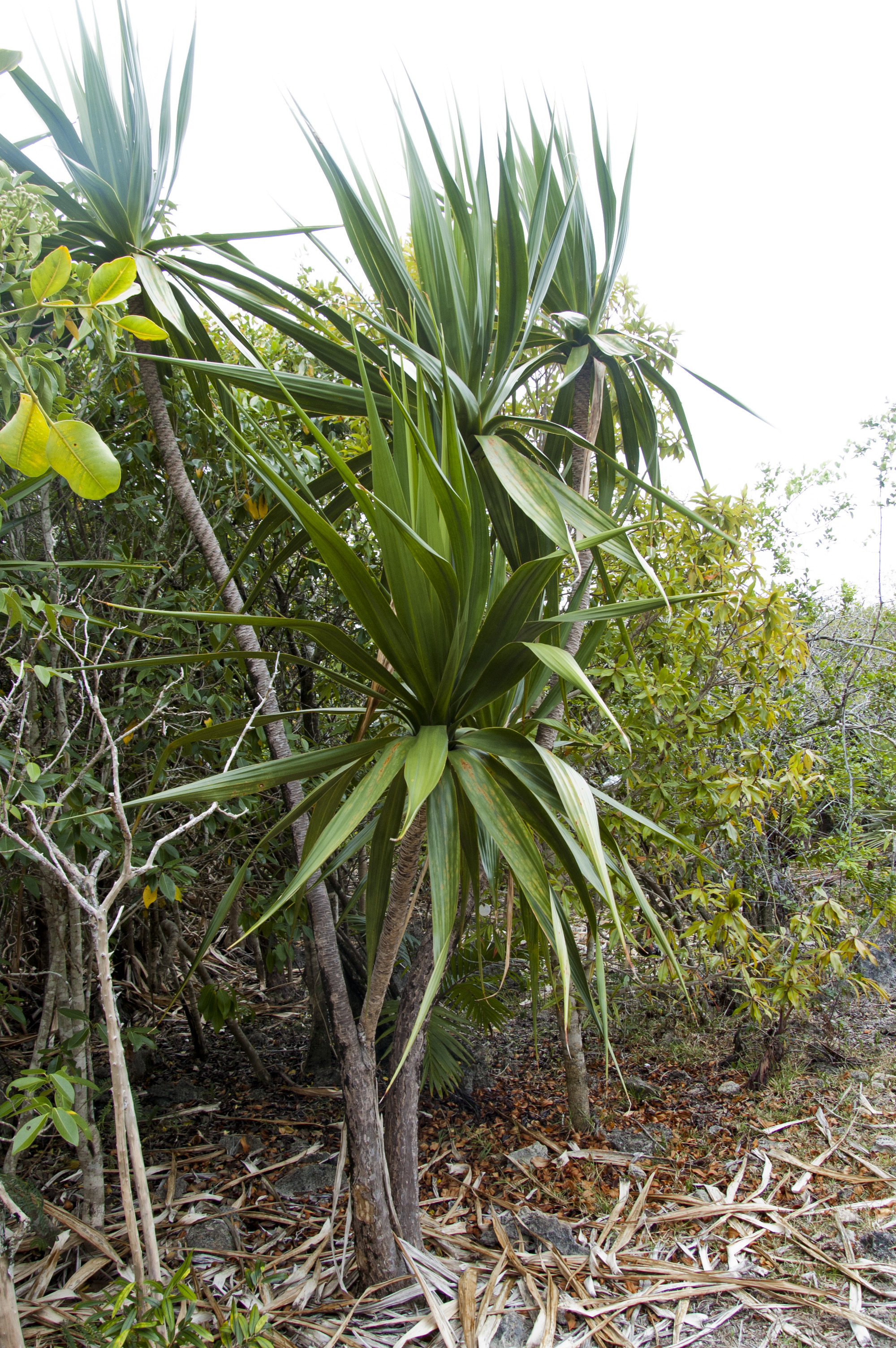
Dracaena concinna
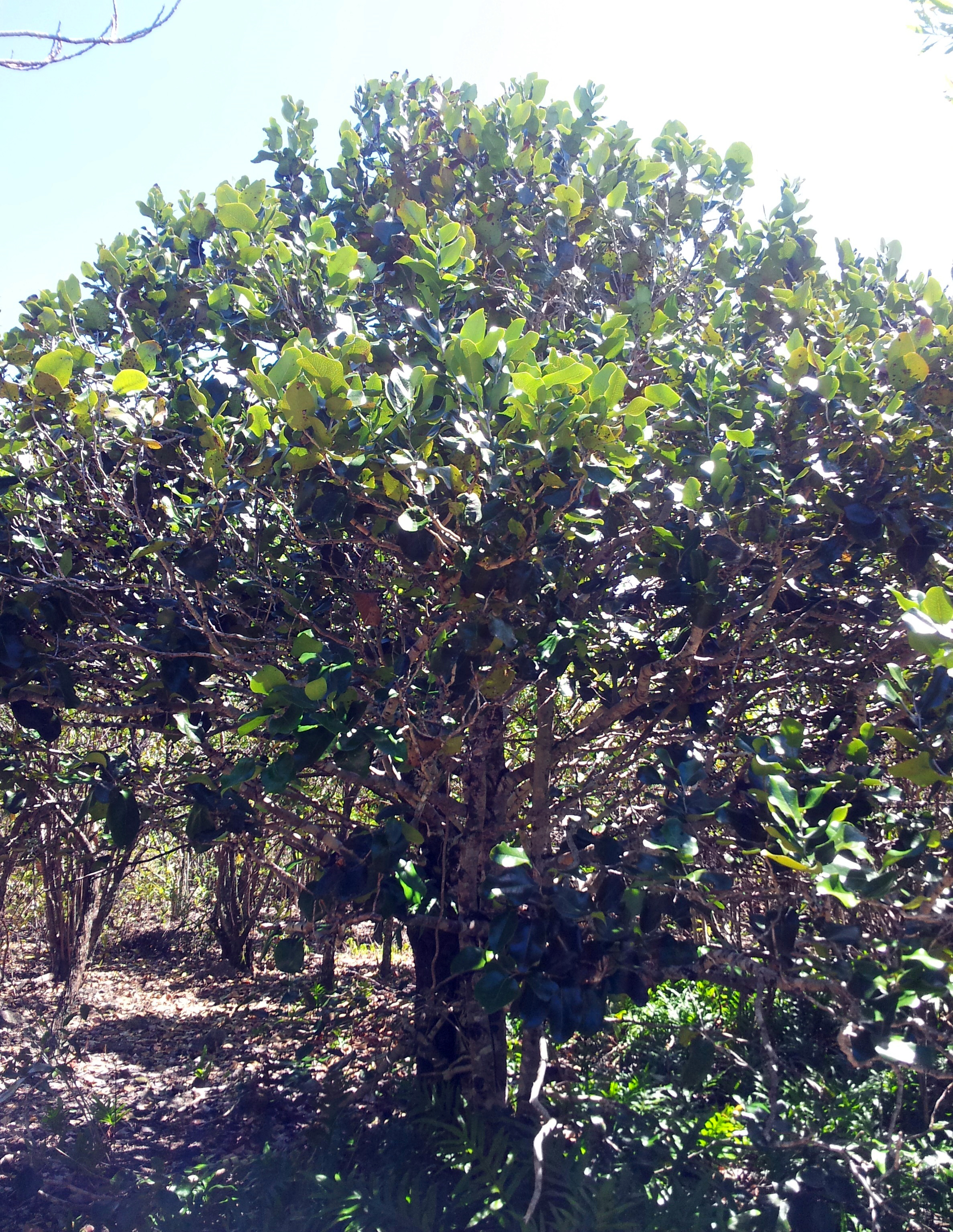
Diospyros egrettarum